# Zale fuliginosa
Zale fuliginosa là một loài bướm đêm trong họ Erebidae.